# James Rizzi
James Rizzi (Nueva York, 5 de octubre de 1950 - Nueva York, 26 de diciembre de 2011) fue un artista plástico estadounidense, exponente del arte pop, conocido por sus obras coloridas.

## Biografía
Estudió Bellas Artes en la Universidad de Florida en Gainesville, en donde desarrolló, en el último año de estudios, la idea de las esculturas tridimensionales en papel.
Artista experimentador y estudioso de diferentes ramas del diseño y del arte, buscó abarcar diferentes manifestaciones y movimientos. En 1976 participó en la exposición «Thirty Years of American Printmarking» y en 1980 diseñó la portada del primer álbum de la banda Tom Tom Club. Sus diseños también aparecieron en CowParade, una exposición de esculturas de fibra de vidrio en los espacios públicos de la ciudad de Nueva York. En Europa también mostró sus trabajos, diseñó la portada de la primera edición de un periódico de Hamburgo y tres versiones del automóvil Volkswagen New Beetle.
En 1996, la aerolínea alemana Lufthansa le comisionó la decoración de uno de sus jets. También diseñó sellos postales para el gobierno alemán.

## Libros
- James Rizzi: New York. Prestel 1996, ISBN 3-7913-1644-3
- James Rizzi, Peter Bührer: Mein New York Kochbuch. Hahn 1997, ISBN 3-87287-432-2
- James Rizzi, Peter Bührer: American Cookies and more. Südwest 2000, ISBN 3-517-06323-1
- James Rizzi, Glenn O`Brien: James Rizzi. Artwork 1993-2006, Art28 2006, ISBN 3-9811238-0-8

## Galería
|  |  |  |

|  |